# Vyacheslav Ivankov
Viacheslav Kirillovich Ivankov (en cirílico: Вячесла́в éИванько́в, Moscú, 2 de enero de 1940 - Moscú, 9 de octubre de 2009), también conocido con el sobrenombre de Yaponchik, fue un destacado capo criminal de las mafias postsoviéticas, conocido por sus actividades delictivas en Rusia y los Estados Unidos. 

## Biografía
Ivankov nació y creció en Moscú, y de joven era practicante amateur de lucha deportiva. Su primer ingreso en la prisión fue por una pelea en un bar, pero su carrera criminal fue progresando dentro del clan de Solntsevskaya Bratva, del que algunas fuentes le consideran un destacado impulsor. En 1982 fue condenado a 14 años de prisión por tenencia ilícita de armas, narcotráfico y falsificación de documentos. En marzo de 1991 abandonó la prisión, coincidiendo con un momento de expansión de la crimen organizado ruso. Ya entonces, ya considerado como un destacado Vor v zakone, se trasladó a los Estados Unidos en marzo de 1992. En Nueva York, se relacionó con el núcleo criminal que desde hacía dos décadas operaba desde el sur de Brooklyn, la Pequeña Odessa de Brighton Beach, y con los años sería considerado como "el mafioso ruso más poderosa de los Estados Unidos", según fuentes del FBI. Fue condenado por extorsión en 1995, y estuvo encarcelado hasta que en 2004 fue extraditado a Rusia. Murió en 2009 de una peritonitis, presumiblemente por las complicaciones de las heridas que un francotirador le causó en un restaurante de Moscú.